# Національна художня галерея Шрі-Ланки
Національна художня галерея Шрі-Ланки (синг. ජාතික කලාභවන, англ. National Art Gallery, Sri Lanka) — художня галерея, розташована в місті Коломбо (Шрі-Ланка). 
Галерея розташована в саду Синнамон поруч з новим театром виконавських мистецтв Нелум Покуна, парком Віхарамахадеві,  Національним музеєм Коломбо, ратушею і публічною бібліотекою.
Національна художня галерея складається з двох довгих прямокутних зал: одна містить постійну колекцію галереї, а в іншої розміщуються тимчасові виставки шрі-ланкійських художників. Роботи, представлені в галереї, складаються переважно з портретів і пейзажів.
У галереї представлені деякі дуже цікаві роботи, але в цілому це не зовсім те, чого відвідувачі очікують від національної галереї. Великим недоліком є відсутність під картинами анотаційних табличок із зазначенням назви, автора і часу створення. Практично відсутні сучасні роботи, написані після 80-х років XX століття.
У країні багато обдарованих художників, проте постійна колекція галереї дуже невелика, її огляд не займе більше 10-15 хвилин часу.